# 芬尼斯·登博
芬尼斯·马克思·登博（英語：Fennis Marx Dembo，1966年1月24日—），美国NBA联盟前职业篮球运动员。他在1988年的NBA选秀中第2轮第30顺位被底特律活塞选中。